# Lars Herman Beck
Lars Herman Beck, född 29 november 1859 i Bälinge socken, Västergötland, död 17 september 1935, var en amerikansk prästman.
Beck föddes som son tillhemmansägaren Johnnes Olofsson Beck. Med familjen emigrerade han 1869 till USA, där han genomgick amerikansk folkskola och därefter vid Gustavus Adolphus College 1878-81 och sedan vid Augustana College i Rock Island där han avlade mogenhetsexamen 1885. Beck studerade därefter vid Augustana teologiska seminarium, prästvigdes i Chicago 1887 samt studerade därefter vid Yale University där han avlade filosofie doktorsexamen 1892. 1911 blev Beck teologie doktor. Han var pastor vid svensk-lutherska församlingen i Lowell, Massachusetts 1887-89, var rektor vid Upsala College i Kenilworth 1893-1910, samt pastor vid svensk-lutherska församlingen i Kane, Pennsylvania. Beck var vid sidan av andra offentliga uppdrag ordförande inom New Jerseykontraktet, president för New Yorkkonferensen av Augustanasynoden, ledamot av styrelsen för de allmänna skolorna i Kane samt ombud vid flera kyrkomöten.